# Selenia trigona
Selenia trigona là một loài bướm đêm trong họ Geometridae.